# Zbehy
Zbehy – wieś i gmina (obec) w powiecie Nitra, w kraju nitrzańskim na Słowacji. Znajduje się na Nizinie Naddunajskiej w kierunku na północ od miasta Nitra. Zabudowania wsi znajdują się nad prawym brzegiem rzeki Radošinka.